# Blaženka Divjak
Blaženka Divjak née le 1er janvier 1967 à Varaždin, est une mathématicienne et femme politique croate. Elle est ministre de la Science, de l'Éducation et des Sports de 2017 à 2020.